# Kokoda
Kokoda je vesnice v provincii Oro na Papui Nové Guineji. Je známá jako severní konec stezky Kokoda – místa bojů mezi Japonci a Spojenci (především Australany) v tehdejším australském Teritoriu Papua za druhé světové války. Kokoda měla strategickou polohu na Stezce, neboť se u vesnice nacházelo jediné letiště na Stezce (dnes je letišť mnohem víc).

## Klima
Kokoda má podnebí tropického deštného pralesa s bohatými srážkami po celý rok.
| Kokoda – podnebí            | Kokoda – podnebí | Kokoda – podnebí | Kokoda – podnebí | Kokoda – podnebí | Kokoda – podnebí | Kokoda – podnebí | Kokoda – podnebí | Kokoda – podnebí | Kokoda – podnebí | Kokoda – podnebí | Kokoda – podnebí | Kokoda – podnebí | Kokoda – podnebí |
| Období                      | leden            | únor             | březen           | duben            | květen           | červen           | červenec         | srpen            | září             | říjen            | listopad         | prosinec         | rok              |
| --------------------------- | ---------------- | ---------------- | ---------------- | ---------------- | ---------------- | ---------------- | ---------------- | ---------------- | ---------------- | ---------------- | ---------------- | ---------------- | ---------------- |
| Průměrné denní maximum [°C] | 31,7             | 31,5             | 31,3             | 30,6             | 30,3             | 29,5             | 29,2             | 29,4             | 30,1             | 31,1             | 31,3             | 31,5             | 30,6             |
| Průměrná teplota [°C]       | 26,2             | 26,0             | 25,9             | 25,4             | 25,3             | 24,6             | 24,2             | 24,3             | 24,8             | 25,4             | 25,6             | 25,9             | 25,3             |
| Průměrné denní minimum [°C] | 20,8             | 20,6             | 20,6             | 20,3             | 20,4             | 19,8             | 19,2             | 19,2             | 19,6             | 19,7             | 19,9             | 20,4             | 20,0             |
| Průměrné srážky [mm]        | 389              | 376              | 372              | 323              | 280              | 169              | 180              | 196              | 276              | 383              | 370              | 401              | 3 715            |
| Zdroj: Climate-Data.org     |                  |                  |                  |                  |                  |                  |                  |                  |                  |                  |                  |                  |                  |